# Sisyra maculata
Sisyra maculata is een insect uit de familie sponsvliegen (Sisyridae), die tot de orde netvleugeligen (Neuroptera) behoort. 
Sisyra maculata is voor het eerst wetenschappelijk beschreven door Monserrat in 1981.